# Туд (деревня)
Туд — опустевшая деревня в Нелидовском городском округе Тверской области.

## География
Находится в юго-западной части Тверской области на расстоянии приблизительно 30 км на северо-восток по прямой от города Нелидово.

## История
В 1859 году здесь (деревня Бельского уезда Смоленской губернии) было учтено 5 дворов, в 1941 — 22. До 2018 года входила в состав ныне упразднённого Высокинского сельского поселения.

## Население
Численность населения: 32 человека (1859), 0 как в 2002 году, так и в 2010.